# Libysches Wüstenglas

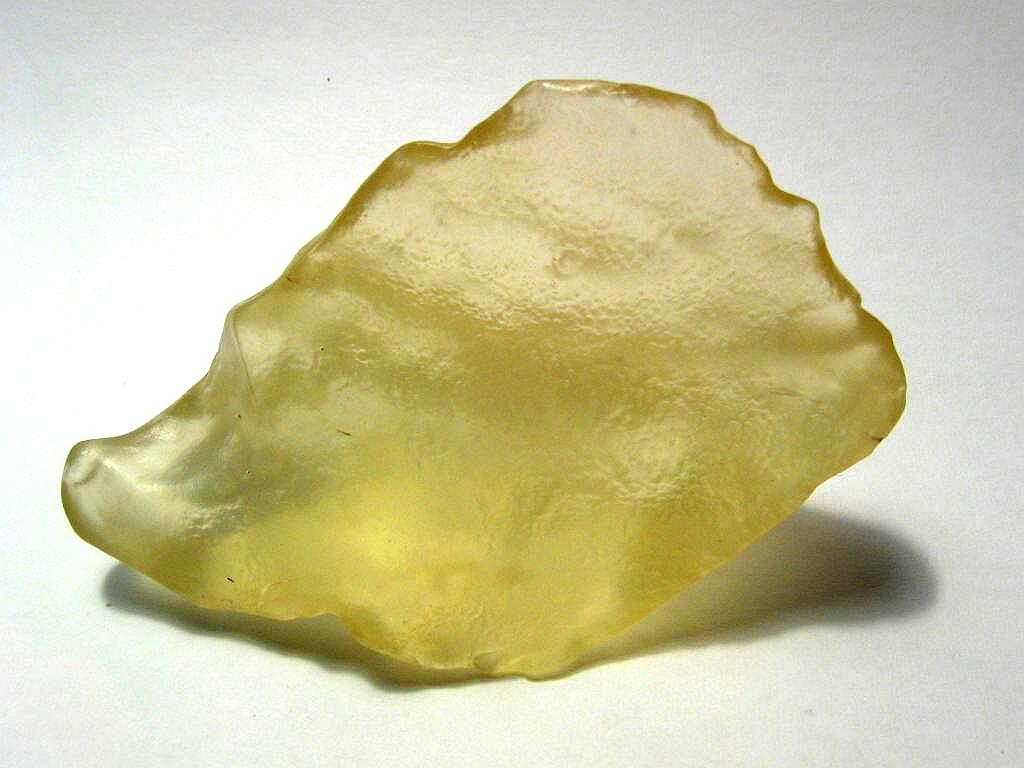
Libysches Wüstenglas

Die als Libysches Wüstenglas, kurz auch LDG (von englisch Libyan Desert Glass) oder LDS(G) (englisch Libyan Desert Silica (Glass)), bekannten amorphen Quarzgläser werden im Südwesten des großen Sandsees gefunden, der sich von Libyen nach Ägypten erstreckt.

## Entstehung

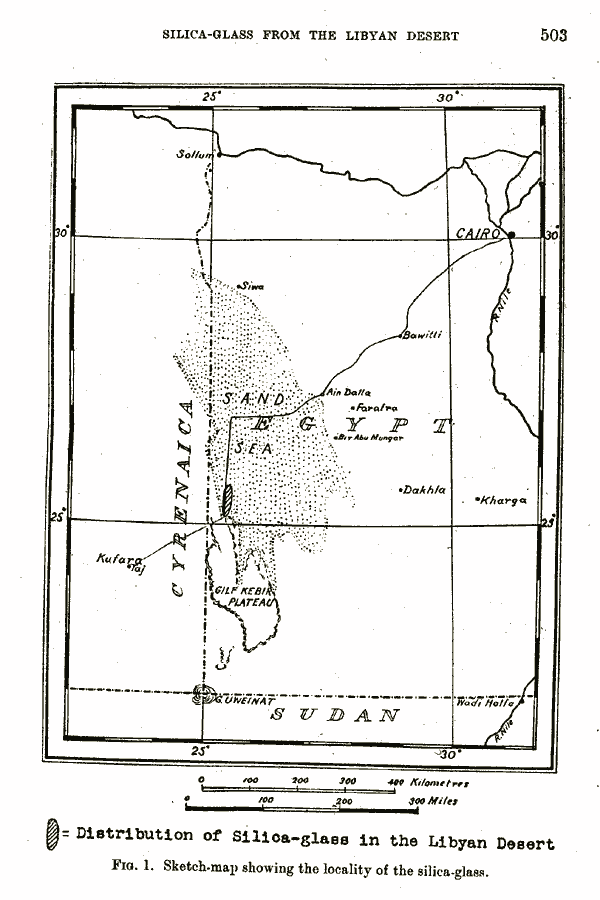
Fundverteilung des LDG nach Clayton/Spencer 1933

Meist wird davon ausgegangen, dass die Gläser mit hoher Wahrscheinlichkeit beim Einschlag eines Meteoriten entstanden seien, der vor etwa 28 bis 30 Millionen Jahren in Nordafrika niedergegangen sein soll. Bei hohem Druck und Temperaturen wurde der damals oberflächlich anstehende Sandstein aufgeschmolzen und die flüssige Schmelze fortgeschleudert. Bei rascher Abkühlung in der Flugphase könnte so Glas entstehen. Ein Einschlagskrater wurde bisher aber nicht gefunden.
Das Wüstenglas besteht zu 98 % aus Lechatelierit, einem natürlichen Quarzglas. Es konnten Einschlüsse von Baddeleyit, der bei Temperaturen von über 1700 °C aus Zirkonsand entsteht, sowie Spuren des Meteoriten (bis zu 0,5 %) nachgewiesen werden, was eine ebenfalls diskutierte Entstehung als Ablagerung eines mit gelöstem Siliziumdioxid angereicherten Sees ausschließt. Das Wüstenglas wird häufig den Impaktgläsern zugerechnet, doch bereitet eine solche Zuordnung insofern Schwierigkeiten, als Impaktgläser definitionsgemäß zu den proximalen Impaktiten gehören, die sich in der unmittelbaren Umgebung des Einschlagsorts finden,  ein solcher aber bisher nicht aufgefunden wurde. Von den Tektiten (als distalen Impaktgesteinen, die entfernt vom Einschlagsort auftreten) unterscheidet es sich wiederum durch einen bis zu 30-mal höheren Gehalt an Wassereinschlüssen von bis zu 0,16 %.
Eine alternative Theorie schlägt vor, dass durch eine hydrovulkanische Explosion SiO2-Gel an die Erdoberfläche gelangte. Vulkanische Aktivitäten, wie sie von den Clayton-Kratern bekannt sind, sind in weiten Teilen der nordöstlichen Sahara belegt. Gegen diese Theorie spricht jedoch das zuweilen im LDG enthaltene Meteoritenmaterial.
Eine weitere Theorie besagt, dass die Gläser bei einem Airburst entstanden sein sollen, wobei dieser Airburst durch die atmosphärische Explosion eines kosmischen Einschlagskörpers ausgelöst wurde. Ein solches Ereignis wäre vergleichbar mit dem Tunguska-Ereignis, aber mit wesentlich höherer Energiefreisetzung (es werden bis zu 1020 J angenommen). Diese Energie hätte ausgereicht, oberflächennahe Gesteine und Sand zu schmelzen, ohne dass dabei ein Krater erzeugt worden wäre.

## Historie

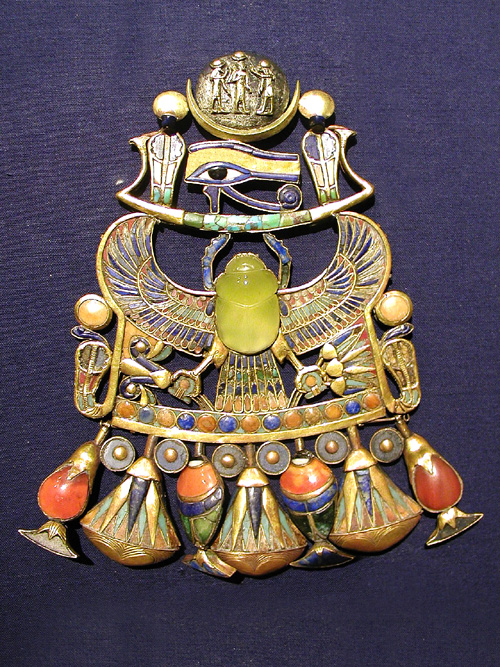
Skarabäus aus LDG im Zentrum des Pektorals von Tutanchamun

Das libysche Wüstenglas wurde schon in der Jungsteinzeit als Werkzeug oder als Pfeilspitze genutzt; ein zwölf Zentimeter langer Faustkeil aus dieser Epoche wird u. a. im Pariser Muséum national d’histoire naturelle ausgestellt. Das relativ unspektakuläre Äußere des seltenen Minerals führte im Laufe der Zeit immer wieder zu Verwechslungen mit herkömmlichem Glas oder Keramiken. Howard Carter hielt 1922 das Material des Skarabäus im Pektoral des Pharaos Tutanchamun (Carter Fundnummer 267d, Ägyptisches Museum, Inv.-Nr. JE 61884) noch für Chalcedon, eine Quarzart.
Es waren die englischen Geologen Patrick A. Clayton und Leonard James Spencer, die 1932 LDSG erstmals wissenschaftlich erfassten, größere Mengen sammelten und die Untersuchungsergebnisse 1933 publizierten.
1998 gelang schließlich dem italienischen Mineralogen Vincenzo de Michele mittels einer Refraktometer-Untersuchung der Nachweis, dass auch der Skarabäus des Tutanchamun-Pektorals ein geschliffenes Stück des libyschen Wüstenglases ist.

## Eigenschaften und Beschreibung
Die Farbe des Libyschen Wüstenglases variiert von hellgelb, honiggelb, grüngelb, milchig weiß bis schwarzgrau. An der Erdoberfläche gefundene Exemplare sind oft vom Wüstensand poliert (Windschliff), in der Erde steckende hingegen zerfressen und matt. Die Härte nach Mohs beträgt 6 bis 7, die Dichte liegt bei 2,2 g/cm³, der Bruch ist muschelig, und die Schmelztemperatur liegt bei ca. 1700 °C.
Chemische Zusammensetzung:
97,92 % SiO2
1,37 % Al2O3
0,02 % K2O
0,37 % FeO
0,05 % MgO
0,21 % CaO
0,26 % Na2O3
0,19 % TiO2

## Vorkommen
Das Streugebiet in der libysch-ägyptischen Wüste umfasst etwa 6500 km² und liegt zwischen dem großen Sandsee nahe der Oase Kufra im Südwesten Ägyptens und dem Gilf-el-Kebir-Plateau im ägyptisch-libyschen Grenzgebiet, das teilweise militärisches Sperrgebiet ist. Wanderdünen geben dort immer wieder einzelne Exemplare des Wüstenglases frei. Das Gesamtvorkommen wird auf etwa 1400 Tonnen geschätzt.